# واکنش پاسرینی
واکنش پاسرینی (به انگلیسی: Passerini reaction) یک نام واکنش از نوع واکنش‌های چندجزئی در شیمی آلی است که طی آن یک ایزوسیانید، یک آلدهید (یا کتون) و یک کربوکسیلیک اسید با یکدیگر واکنش داده و تشکیل یک آلفا-آسیل‌اکسی آمید را می‌دهد. این واکنش نخستین بار توسط ماریو پلاسرینی در سال ۱۹۲۱ و در فلورانس ایتالیا کشف و توصیف گردید.